# PIMCO
Pacific Investment Management Company, meglio conosciuta come PIMCO, è un'azienda statunitense di gestione globale degli investimenti fondata nel 1971 e con sede a Newport Beach, California. È specializzata in titoli a reddito fisso ed è uno dei maggiori gestori di investimenti, gestendo attivamente più di 1,89 triliardi di dollari (1 890 miliardi di dollari) di asset under management per banche centrali, fondi sovrani, fondi pensione, società, fondazioni, fondi di dotazione e investitori individuali in tutto il mondo. Secondo il Sovereign Wealth Fund Institute, PIMCO è il sesto gestore patrimoniale al mondo per patrimonio gestito.
Insieme ad Allianz Global Investors gestisce circa 2 500 miliardi di euro di asset.

## Storia
È stata fondata nel 1971 con un asset di 12 milioni di dollari per gestire gli investimenti di clienti di una compagnia assicuratrice, la Pacific Life Insurance Co..
I tre fondatori sono convinti che le obbligazioni debbano essere negoziate in maniera attiva in modo da migliorarne i rendimenti. Dai bond si è poi estesa ai derivati, mutui ipotecari, mercati emergenti. Nel 1987 viene fondato il Fondo Total Return che enfatizza in particolare i bond a medio termine e paga un dividendo mensile.
Nel 2000 è acquisita da Allianz SE, la società di servizi finanziari e assicurativi con sede in Germania, ma l'azienda continua ad operare come una struttura autonoma.
Fino al settembre 2014 PIMCO è guidata dal cofondatore William H. Gross, comunemente noto come Bill Gross e anche come il "re dei bond", diventato in seguito Lead Portfolio Manager in Janus Capital, la rivale più piccola. Gross ha svolto in PIMCO anche il ruolo di Co-Chief Investment Officer insieme a Mohamed A. El-Erian, ex A.D. dell'azienda e successivamente Chief Economic Adviser in Allianz.
Nel novembre 2016 viene nominato Amministratore Delegato della società Emmanuel Roman: prende il posto di Douglas M. Hodge.. Dan Ivascyn, Group chief investment officer (CIO), è nominato responsabile della strategia degli investimenti. Ci sono altri cinque CIO: Andrew Balls; Mark Kiesel; Scott Mather; Marc Seidner; Mihir Worah.
PIMCO gestisce oltre 200 fondi comuni (mutual funds) con 240 gestori di portafoglio e 725 professionisti di investimenti e dichiara nel marzo 2018 di gestire complessivamente 1,77 triliardi di dollari (1770 miliardi di dollari). Nel gennaio 2019 conclude l'acquisizione di Gurtin Municipal Bond Management, con sede in California, portando i dipendenti oltre quota 2900 e la massa amministrata a 1,92 trilioni di dollari (1920 miliardi di dollari).